# Nemanja Majdov
Nemanja Majdov (cyr. Немања Мајдов ;ur. 10 sierpnia 1996) – serbski judoka, olimpijczyk z Tokio (2020) i Paryża (2024).
Mistrz świata w 2017; srebrny  medalista w 2024 i brązowy w 2019; uczestnik zawodów w 2015, 2018, 2022, 2023 i 2025. Srebrny medalista mistrzostw Europy w 2018 i 2020, a także igrzysk śródziemnomorskich w 2018. Piąty indywidualnie i drugi w drużynie na igrzyskach olimpijskich młodzieży w 2014 roku.

## Letnie Igrzyska Olimpijskie 2020
| Konkurencja | Eliminacje             | Klas. końcowa |
| Konkurencja | Przeciwnik I           | Miejsce       |
| ----------- | ---------------------- | ------------- |
| 90 kg       | Eduard Trippel (GER) P | 17.           |